# Академічне веслування на літніх Олімпійських іграх 1992
Змагання з академічного веслування на літніх Олімпійських іграх 1992 тривали з 27 липня до 2 серпня на озері Баньйолес, розташованому приблизно за 95 кілометрів на північний захід від Барселони. Розіграно 14 комплектів нагород: 8 серед чоловіків і 6 серед жінок.

## Таблиця медалей
| Місце                | Країна                  | Золото | Срібло | Бронза | Загалом |
| -------------------- | ----------------------- | ------ | ------ | ------ | ------- |
| 1                    | Німеччина (GER)         | 4      | 3      | 3      | 10      |
| 2                    | Канада (CAN)            | 4      | 0      | 1      | 5       |
| 3                    | Румунія (ROM)           | 2      | 4      | 1      | 7       |
| 4                    | Австралія (AUS)         | 2      | 0      | 0      | 2       |
| 4                    | Велика Британія (GBR)   | 2      | 0      | 0      | 2       |
| 6                    | США (USA)               | 0      | 2      | 1      | 3       |
| 7                    | Італія (ITA)            | 0      | 1      | 1      | 2       |
| 8                    | Австрія (AUT)           | 0      | 1      | 0      | 1       |
| 8                    | Бельгія (BEL)           | 0      | 1      | 0      | 1       |
| 8                    | Норвегія (NOR)          | 0      | 1      | 0      | 1       |
| 8                    | Чехословаччина (TCH)    | 0      | 1      | 0      | 1       |
| 12                   | Польща (POL)            | 0      | 0      | 2      | 2       |
| 12                   | Словенія (SLO)          | 0      | 0      | 2      | 2       |
| 14                   | Китай (CHN)             | 0      | 0      | 1      | 1       |
| 14                   | Нідерланди (NED)        | 0      | 0      | 1      | 1       |
| 14                   | Об'єднана команда (EUN) | 0      | 0      | 1      | 1       |
| Загалом (16 збірних) | Загалом (16 збірних)    | 14     | 14     | 14     | 42      |

### Чоловіки
| Дисципліни                       | Золото | Срібло | Бронза |
| -------------------------------- | --- | --- | --- |
| Парні одиночки                   | Томас Ланґе · Німеччина | Вацлав Халупа · Чехословаччина | Каєтан Броневський · Польща |
| Парні двійки                     | Пітер Ентоні і Стівен Гоукінз (AUS) | Арнольд Йонке і Хрістоф Цербст (AUT) | Ніко Рінкс і Генк-Ян Зволле (NED) |
| Парні четвірки                   | Німеччина (GER) Андреас Гаєк Міхаель Штайнбах Штефан Фолькерт Андре Вілльмс                                                            | Норвегія (NOR) К'єтіль Ундсет Пер Сетерсдаль Ларс Б'єннес Рольф Торсен                                                                    | Італія (ITA) Алессандро Корона Джанлука Фаріна Россано Гальтаросса Філіппо Соффічі                                                                  |
| Розпашні двійки без стернового   | Меттью Пінсент і Стівен Редгрейв (GBR)                                                                                                 | Колін фон Еттінґсгаузен і Петер Гельценбайн (GER)                                                                                         | Ізток Чоп і Денис Жвегель (SLO) |
| Розпашні двійки зі стерновим     | Велика Британія (GBR) Ґаррі Герберт (стерновий) Грег Серл Джонні Серл                                                                  | Італія (ITA) Джузеппе ді Капуа (стерновий) Карміне Аббаньяле Джузеппе Аббаньяле                                                           | Румунія (ROM) Думітру Редукану (стерновий) Дімітріе Попеску Ніколае Цага                                                                            |
| Розпашні четвірки без стернового | Австралія (AUS) Ендрю Купер Нік Ґрін Майк Маккей Джеймс Томкінс                                                                        | США (USA) Джеффрі Маклафлін Вільям Берден Томас Борер Патрік Менніґ                                                                       | Словенія (SLO) Милан Янша Садик Муйкич Сашо Мир'янич Янез Клеменчич                                                                                 |
| Розпашні четвірки зі стерновим   | Румунія (ROM) Юліке Руйкан Віорел Талапан Дмітіріє Попеску Думітру Редукану Ніколае Цага                                               | Німеччина (GER) Ральф Брудель Уве Келльнер Торальф Петерс Карстен Фінґер Гендрік Райгер                                                   | Польща (POL) Войцех Янковський Мацей Ласицький Яцек Штрайх Томаш Томяк Міхал Цеслак                                                                 |
| Вісімки зі стерновим             | Канада (CAN) Даррен Барбер Ендрю Кросбі Майкл Форджерон Роберт Марленд Терренс Пол Дерек Портер Майкл Рашер Брюс Робертсон Джон Воллас | Румунія (ROM) Юліке Руйкан Віорел Талапан Васіле Нестасе Габріел Марін Денуц Добре Валентін Робу Васіле Местекан Йоан Візітю Марін Георге | Німеччина (GER) Роланд Бар Армін Айхгольц Детлеф Кірхгофф Манфред Кляйн Бане Рабе Франк Ріхтер Ганс Зенневальд Торстен Штреппельгофф Ансґар Веслінґ |

### Жінки
| Дисципліни                      | Золото | Срібло | Бронза |
| ------------------------------- | --- | --- | --- |
| Парні одиночки                  | Елісабета Ліпе · Румунія | Аннеліс Бредаль · Бельгія | Сілкен Лауманн · Канада |
| Парні двійки                    | Керстін Кеппен і Катрін Борон (GER) | Вероніка Кокеля і Елісабета Ліпе (ROU) | Ґу Сяолі і Лу Хуалі (CHN) |
| Парні четвірки                  | Німеччина (GER) Зібілле Шмідт Бірґіт Петер Керстін Мюллер Крістіна Мундт                                                                                  | Румунія (ROM) Анішоара Добре Дойна Іґнат Констанца Піпоте-Бурчіке Вероніка Кокеля                                                                            | Об'єднана команда (EUN) Антоніна Зелікович Тетяна Устюжаніна Катерина Карстен Хлопцева Олена Іванівна                                                                  |
| Розпашні двійки без стернової   | Кетлін Геддл і Марні Мак-Бін (CAN) | Інґебурґ Шверцманн і Штефані Верремаєр (GER) | Стефані Пірсон і Анна Сітон (USA) |
| Розпашні четвірки без стернової | Канада (CAN) Кірстен Барнс Джессіка Монро Бренда Тейлор Кей Вортінґтон                                                                                    | США (USA) Шела Доног'ю Сінтія Екерт Керол Фіні Емі Фуллер | Німеччина (GER) Антьє Франк Аннетте Гон Ґабріеле Мель Бірте Зіх |
| Вісімки зі стерновою            | Канада (CAN) Кірстен Барнс Шеннон Кроуфорд Меґан Делеанті Кетлін Геддл Марні Мак-Бін Джессіка Монро Бренда Тейлор Леслі Томпсон (стернова) Кей Вортінґтон | Румунія (ROM) Віоріка Некулай Адр'яна Базон Марія Педурару Юлія Буліе Дойна Робу Вікторія Лепедату Дойна Шнеп-Белан Елена Джорджеску (стернова) Йоана Олтяну | Німеччина (GER) Сільвія Дердельманн Катрін Гакер Крістіане Гарцендорф Даніела Нойнаст (стернова) Керстін Петерсманн Дана Піріц Аннеґрет Штраух Уте Ваґнер Юдіт Цайдлер |